# Igor Bonciucov
Igor Bonciucov, né le 16 mars 1973 à Dubăsari, est un ancien coureur cycliste moldave.

## Biographie
En 1999, il se voit déclaré inapte pour participer au championnat du monde du contre-la-montre à Trévise, en raison d'un hématocrite trop élevé.

## Palmarès
- 1991
  -  Champion du monde du contre-la-montre par équipes juniors (avec Dmitri Mourachko, Alexandre Kozlov et Mikhaïl Teteriuk)
- 1995
  - 5e du championnat du monde du contre-la-montre
- 1996
  - Tour de Beauce
- 1997
  - 3e étape du Tour de Vysočina (contre-la-montre)
  - 2e du championnat de Moldavie sur route
  - 2e du championnat de Moldavie du contre-la-montre
  - 2e du Tour de Vysočina
- 1998
  - Tour de Roumanie
  - 2e du Tour de Turquie
  - 2e du championnat de Moldavie sur route
- 1999
  - 2e du championnat de Moldavie du contre-la-montre
- 2000
  - 2e du championnat de Moldavie du contre-la-montre
  - 3e du championnat de Moldavie sur route
- 2001
  -  Champion de Moldavie sur route
  - 6ea étape du Tour des Asturies
  - 5e étape du Tour de Slovaquie (contre-la-montre)
  - 3e du championnat de Moldavie du contre-la-montre
- 2002
  - 2e du Tour de Bulgarie